# Israëlische parlementsverkiezingen 2019 (september)
De Israëlische parlementsverkiezingen van 17 september 2019 zijn de vervroegde verkiezingen, waarin de honderdtwintig leden van de 22e Knesset werden gekozen. De verkiezingen zijn ongeveer vijf maanden na die van 9 april eerder dat jaar, wat een primeur is in de geschiedenis van Israël. Benjamin Netanyahu (Likoed) en Benny Gantz (Blauw-en-Wit) slaagden er beiden niet in om voor de deadline van 11 december 2019 een meerderheidscoalitie te vormen, waardoor er nieuwe verkiezingen uitgeschreven werden die op 2 maart 2020 plaatsvonden.

## Achtergrond
De Likud en Kaḥol-Lavan (Blauw-Wit) werden de grootste partijen met beide 35 zetels, maar de Likud had de meeste kans om coalitie te vormen omdat de rechtse partijen en de ultra-orthodoxe partijen samen een meerderheid van 65 zetels hebben en Netanyahu steunden. Echter lukte het Netanyahu niet om binnen 42 dagen een meerderheid te vormen, doordat Avigdor Lieberman van Jisrael Beeténoe zich terugtrok. Hij wilde niet samen met Shas en het Verenigd Thorajodendom in een coalitie, omdat deze partijen wijzigingen wilden aanbrengen in een wetsvoorstel over de Israëlische dienstplicht.
Met een omstreden verkiezingsbelofte ging Netanyahu deze verkiezingen in: om de Jordaanvallei langs de westoever en de noordelijke Dode Zee in te lijven. Dit stond ook in de programma's van ultrarechtse partijen.

## Uitslag
De uitslag is op 24 september bekendgemaakt. De opkomst bedroeg 69,8 procent, bijna anderhalve procent meer dan bij de vorige verkiezingen.
| Symbool                           | Lijst                                                                                                  | Stemmen   | %     | Zetels | +/–   |
| --------------------------------- | --- | --------- | ----- | ------ | ----- |
| פה                                | Blauw en Wit geleid door Benny Gantz en Yair Lapid                                                     | 1,151,214 | 25.95 | 33     | –2    |
| מחל                               | Likoed onder leiderschap van Benjamin Netanyahu als minister-president                                 | 1,113,617 | 25.10 | 32     | –6    |
| ודעם                              | Gezamenlijke Lijst (Hadash Ra'am Ta'al Balad)                                                          | 470,211   | 10.60 | 13     | +3    |
| שס                                | De Thora-Nalevende Sefaradiem - de beweging van Rabbijn Ovadia Yosef ZT"L                              | 330,199   | 7.44  | 9      | +1    |
| ל                                 | Yisrael Beiteinu geleid door Avigdor Lieberman                                                         | 260,655   | 5.87  | 8      | +3    |
| ג                                 | Verenigd Thora-Jodendom voor Sjabbat - Agudat Yisrael - Degel Hatorah                                  | 310,154   | 6.99  | 7      | –1    |
| אמת                               | Avoda-Gesher geleid door Amir Peretz en Orly Levy-Abekasis                                             | 268,775   | 6.06  | 7      | +1    |
| טב                                | Jamina onder leiderschap van Ayelet Shaked (Het Joodse Huis - Tkoema - Nieuw Rechts )                  | 212,782   | 4.80  | 6      | 0     |
| מרצ                               | Democratische Unie geleid door Horowitz, Shaffir en Barak                                              | 192,495   | 4.34  | 5      | +1    |
|                                   | Partijen die kiesdrempel van 3,25% niet hebben behaald                                                 |           |       |        |       |
| כף                                | Otsma Jehudit onder leiderschap van Itamar Ben-Gvir                                                    | 83,609    | 1.88  | 0      | 0     |
| זץ                                | Tzomet - Nederzettingen en Landbouw                                                                    | 14,805    | 0.33  | 0      | 0     |
| כי                                | Populaire Eenheid onder leiderschap van prof. Assad Ganem                                              | 5,946     | 0.13  | 0      | Nieuw |
| יז                                | Rood en Wit voor de volledige legalizatie van cannabis, gelijkheid voor Ethiopiërs, Arabieren en armen | 4,358     | 0.10  | 0      | Nieuw |
| צ                                 | Gerechtigheid onder leiderschap van Avi Yalou                                                          | 3,053     | 0.07  | 0      | Nieuw |
| רק                                | Ron Kobi - Seculier Rechts vechtend tegen dwang van de ultra-orthodoxen                                | 2,395     | 0.05  | 0      | Nieuw |
| נך                                | Respect en Gelijkheid                                                                                  | 1,545     | 0.03  | 0      | Nieuw |
| ק                                 | Onze Rechten in Onze Stem - om waardig te leven                                                        | 1,473     | 0.03  | 0      | 0     |
| ףז                                | De Piraten - omdat we allen in dezelfde boot zitten en alles dezelfde cruise is                        | 1,236     | 0.03  | 0      | 0     |
| ז                                 | Economische Kracht - de stem voor bedrijven in Israël                                                  | 1,193     | 0.03  | 0      | Nieuw |
| נ                                 | Mitkademet                                                                                             | 1,033     | 0.02  | 0      | Nieuw |
| קץ                                | Kama - ondersteunend voor de positie van het individu                                                  | 994       | 0.02  | 0      | Nieuw |
| קך                                | Nieuwe Order voor het vervangen van de kiesstelsel                                                     | 928       | 0.02  | 0      | 0     |
| זכ                                | Democratische Partij                                                                                   | 736       | 0.02  | 0      | Nieuw |
| צן                                | Noorden                                                                                                | 725       | 0.02  | 0      | Nieuw |
| ינ                                | Liberaal-Christelijke Beweging                                                                         | 610       | 0.01  | 0      | 0     |
| ץ                                 | Da'am Groene Economie Één Land                                                                         | 592       | 0.01  | 0      | 0     |
| יף                                | Menselijke Waardigheid                                                                                 | 542       | 0.01  | 0      | 0     |
| יק                                | Bijbelblok                                                                                             | 497       | 0.01  | 0      | 0     |
| י                                 | Sociaal Leiderschap                                                                                    | 434       | 0.01  | 0      | Nieuw |
| Ongeldige stemmen                 | Ongeldige stemmen                                                                                      | 28,362    | –     | –      | –     |
| Totaal                            | Totaal                                                                                                 | 4,615,135 | 100   | 120    | 0     |
| Geregistreerde stemmers / opkomst | Geregistreerde stemmers / opkomst                                                                      | 6,394,030 | 69.83 | –      | –     |
| Bronnen: CEC, The Times of Israel | |           |       |        |       |

## Mandaten om een regeringscoalitie te vormen
Op 25 september gaf president Rivlin aan Benjamin Netanyahu (Likoed) een mandaat om een regeringscoalitie te vormen, maar op 22 oktober informeerde Netanyahu Rivlin dat hij hier niet in geslaagd was. Jisrael Beeténoe stapte niet in Netanyahu's coalitie. Avigdor Lieberman (Jisrael Beeténoe) zei in een interview met de Russischtalige zender Reka, dat er een stabiele regering van 63 gevormd had kunnen worden, als Netanyahu niet zoveel concessies aan Shas en het Verenigd Thora-Jodendom had gedaan op het gebied van religie en staat, zoals bekeringen, het burgerlijke huwelijk en openbaar vervoer op sabbat. Netanyahu had alles al weggegeven, zodat er voor Jisrael Beeténoe niets meer overbleef.
Op 23 oktober kreeg Benny Gantz (Blauw en Wit) een mandaat om binnen 28 dagen een coalitie te vormen, maar op 21 november gaf hij dit mandaat weer terug. Netanyahu wilde niet zonder Shas en het Verenigd Thora-jodendom in een coalitie stappen. Een ander punt van verschil was wie de eerste twee jaar premier wordt: Benjamin Netanyahu of Benny Gantz? Blauw en Wit vond en vindt dat dit Benny Gantz moet zijn.
Op 22 november ontmoette president Rivlin Knesset-voorzitter Edelsjteen. Hiermee begon een periode van 21 dagen, waarin het mandaat bij de Knesset kwam te liggen. Elk Knesset-lid dat 61 handtekeningen van Knesset-leden achter zich krijgt, kan proberen om een nieuwe coalitie te vormen.
Gideon Sa'ar (Likoed) stelde bij zijn partij voor om in deze periode interne leiderschapsverkiezingen binnen de Likoed te houden, zodat de nieuwe partijleider nog een paar dagen heeft om een coalitie te vormen. Sa'ar zei dat hij met gemak een coalitie kon vormen. Netanyahu stemde wel in met nieuwe interne partijverkiezingen van de Likoed, maar dan binnen zes weken. Op 8 december werden deze interne partijverkiezingen na een stemming in de Likoedpartij weer voorlopig afgelast. Op 11 december werd toch een datum geprikt voor deze interne leiderschapsverkiezingen, namelijk 26 december. De enige kandidaten waren Benjamin Netanyahu en Gideon Sa'ar. Netanyahu won de interne leiderschapsverkiezingen van de Likoed opnieuw met een ruime meerderheid (72,5% - 27,5%).
Op zondag, 1 december 2019 begon Benjamin Netanyahu met het inzamelen van handtekeningen. Blauw en Wit begon daar op zijn beurt ook mee. Jisrael Beeténoe wilde niet meteen zijn handtekening geven, maar alleen als gepoogd wordt een regering van nationale eenheid te vormen. Enkele rechtse Knesset-leden hadden aangegeven ook niet meteen hun handtekening voor Netanyahu te zetten als Jisrael Beeténoe dat niet doet. 
Op dinsdag 3 december waren er gesprekken tussen Likoed en Blauw-en-Wit, maar deze werden na 45 minuten afgebroken. Likoed stelde voor dat Netanyahu de eerste drie of zes maanden premier zou blijven en dat Benny Gantz het dan voor 18 of 24 maanden zou overnemen, om dan weer opnieuw te rouleren. Verder zou Yair Lapid zou de portefeuille Buitenlandse Zaken krijgen, oud-chef-staf Gabi Ashkenazi zou minister van Defensie worden en Blauw-en-Wit zou ook de portefeuille Binnenlandse Zaken krijgen. Dit voorstel werd echter door Blauw-en-Wit afgewezen. De voorzitter van de Likoedfractie, Miki Zohar, zei dat er geen nieuwe onderhandelingsgesprekken meer zouden komen. De deadline voor het vormnen van een coalitie liep op 11 december 2019 af, zonder dat er een regeringscoalitie gevormd was. De Israëlisch wet bepaalde dat er dan nieuwe verkiezingen uitgeschreven moeten worden. Blauw-en-Wit en Likoed waren op 9 december 2019 overeengekomen om die verkiezingen op 2 maart 2020 te houden. Dat zullen dan de derde parlementsverkiezingen binnen een jaar tijd zijn. De 22e Knesset ging met reces. Hij kan wel af en toe bij elkaar geroepen worden als minstens 25 Knesset-leden daar een verzoek voor indienen.

## Drie juridische beschuldigingen tegen Netanyahu
Drie mogelijke rechtszaken tegen Benjamin Netanyahu maakten een coalitie van de Likoed met Blauw-en-Wit moeilijker. 
Op donderdag, 21 november, maakte procureur-generaal Avichai Mandelblit bekend dat het een droevige dag voor Israël was, maar dat hij met pijn in het hart toch had besloten om Benjamin Netanyahu in staat van beschuldiging te stellen wegens mogelijke fraude en vertrouwensbreuk in drie verschillende zaken en omkoping in een van deze drie, zaak-4000. De procureur-generaal volgde hiermee het advies op van de Israëlische politie, dat hij de zondag daarvoor had gekregen. De drie zaken worden door de Israëlische politie zaak-4000, zaak-1000 en zaak-2000 genoemd. Zaak-4000 gaat over beschuldigingen van het bevoordelen van Shaul Belovitch, de belangrijkste aandeelhouder van de telecomreus Bezeq, in ruil voor een positieve berichtgeving van hem op de nieuwssite Walla. Zaak-2000 gaat over beschuldigingen dat Netanyahu met uitgever Arnon Mozes afgesproken zou hebben dat de Israëlische krant Yediot Achronot positieve berichtgeving over Netanyahu zou geven in ruil voor het verzwakken van een concurrerend dagblad door Netanyahu. Zaak-1000 gaat over beschuldigingen van het aannemen van giften in ruil voor gunsten. Benjamin Netanyahu ongeveer een uur later reageerde fel op de bekendmaking van Mandelblit. Hij herhaalde in een speech hier onschuldig aan te zijn en deed de aanklachten af als een politieke heksenjacht en een coup-poging. Hij zei dat de onderzoekers (van o.a. de aanklagers en de Israëlische politie) zelf onderzocht moesten worden.
Blauw en Wit wilde niet dat Benjamin Netanyahu bij een regering van nationale eenheid van onder andere de Likoed met Blauw-en-Wit, in een roulatie van het premierschap de eerste twee jaar premier zou worden, maar pas na twee jaar, als hij vrijgesproken wordt. Ook een voorstel dat Netanyahu eerst drie of zes maanden zou aanblijven als premier werd afgewezen. Juridisch gezien kan Netanyahu vooralsnog wel aanblijven als premier, omdat de rechtszaken nog moeten beginnen. Op 25 november zei Mandelblit dat Netanyahu niet af hoeft te treden als demissionair premier. Wel zei hij iets later geschokt te zijn over de "bedreigingen", "leugens" en "ongegronde aantijgingen" jegens het Israëlische justitiële apparaat en dat ongepast te vinden. Volgens de Israëlische wet zou een gewone minister wel moeten aftreden als hij in staat van beschuldiging wordt gesteld, maar voor het geval dat een premier in staat van beschuldiging is gesteld is er (nog) geen speciale wetgeving. Netanyahu kon binnen 30 dagen in de Knesset immuniteit aanvragen, waardoor de rechtszaken pas na het ontbinden van de Knesset kunnen beginnen. De 30 dagen gingen op 2 december 2019 in, waardoor de deadline 1 januari 2020 werd. Benjamin Netanyahu had dat in december 2019 nog geen immuniteit aangevraagd, maar hij kon dat nog doen toen de onderhandelingen bezig waren., hoewel hij ook hiervoor niet op de steun van Jisrael Beeténoe kon rekenen en hier dus waarschijnlijk niet voldoende stemmen voor zou krijgen. Avigdor Lieberman (Jisrael Beeténoe) staat namelijk op het standpunt dat de rechtbank de aangewezen plaats is om te beoordelen of Netanyahu de wet overtreden heeft of niet en niet de Knesset. Blauw-en-Wit stelde twee harde voorwaarden aan deelname aan een coalitie van nationale eenheid, namelijk dat Benjamin Netanyahu afzag van het aanvragen van immuniteit en dat Benny Gantz meteen de eerste twee jaar premier zou worden. De Likoed heeft er blijkbaar niet mee ingestemd, omdat er geen coalitie van de Likoed met Blauw-en-Wit is gevormd.